# 鄂兰巴雅尔
鄂兰巴雅尔，准噶尔汗国可汗噶尔丹策零的长女，曾在同母弟策妄多尔济那木扎尔在位早期代理政务。
1745年春，准噶尔爆发瘟疫，9月，珲台吉噶尔丹策零染病在伊犁去世，鄂兰巴雅尔的同母弟策妄多尔济那木扎尔即位。那木扎尔即位时年仅13岁，不仅年幼无知，而且非常昏暴，不理政务，鄂兰巴雅尔对其多有约束，诸多政务均由鄂兰巴雅尔代管。1749年，年龄稍长的那木扎尔决定从鄂兰巴雅尔手中收回权力，以打算效仿俄罗斯自立为女皇“扣肯汗”为由逮捕鄂兰巴雅尔，其后被流放到南疆阿克苏，她原本的亲信大臣全被那木扎尔处死:270。
鄂兰巴雅尔的丈夫萨音伯勒克与宰桑厄尔锥音等同谋，将策妄多尔济那木扎尔杀害，立噶尔丹策零的庶子喇嘛达尔扎为珲台吉。